# رعد بن زيد
رعد بن زيد بن الحسين بن علي الهاشمي (18 فبراير 1936- ) أمير أردني من العائلة المالكة الهاشمية، وهو ابن عم الملك طلال بن عبد الله والملك غازي الأول، وحفيد الشريف الحسين بن علي قائد الثورة العربية الكبرى.

## حياته
ولد الأمير رعد في برلين (حيث كان والده الأمير زيد بن الحسين سفيراً للعراق في برلين آنذاك) العام 1936، لجأ إلى الأردن بعد الانقلاب الدموي الذي أطاح بالحكم الملكي الهاشمي في العراق.
حصل على شهادة الدراسة الثانوية العامة من كلية فكتوريا بالإسكندرية ونال درجة البكالوريوس من جامعة كامبردج في بريطانيا سنة 1960 م والماجستير بمرتبة الشرف من نفس الجامعة سنة 1963 م وشهادة الدكتوراة الفخرية في التربية الخاصة من الجامعة الهاشمية سنة 2018 م. يتقن اللغتين الإنجليزية والتركية ويعرف قليلاً من اللغتين الفرنسية والإيطالية بالإضافة إلى لغته الأم اللغة العربية.
تقلد الأمير رعد بن زيد العديد من المناصب الرفيعة، كان من أهمها مساعد للأبحاث في مركز الشرق الأوسط في جامعة كامبردج من سنة 1961 م إلى سنة 1963 م، ومنصب الأمين الأول للملك الراحل الحسين بن طلال سنة 1963 م، كما عيّن مديراً عاماً لمؤسسة رعاية الشباب بتاريخ 16 تشرين الأول، 1966م، وشغل منصب وزير البلاط الملكي ثم أصبح كبير الأمناء في البلاط الملكي، وتولى ولعدة مرات مهام نائب جلالة الملك.
وشغل في عام 1966 منصب مدير عام مؤسسة رعاية الشباب، حيث أقيمت المعسكرات الصيفية، والتي إستقطبت شباب الأردن، وشارك فيها أعداد كبيرة من الشباب في الدول العربيه والأجنبية.
وكان الأمير رعد بن زيد، قد شغل رئاسة المجلس الأعلى لشؤون الأشخاص المعوقين ورئاسة اللجنة البارالمبية الأردنية، وهو من أسس الاتحاد الأردني لرياضة المعوقين في المملكة عام 1981، وعمل على إنشاء مرافق خاصة برياضة المعقوقين ووضع بصماتها على الصعيد الدولي، وحرص على دعم شريحة الأشخاص ذوي الإعاقة وتعزيز النهج الحقوقي الذي يسعى المجلس الأعلى لشؤون الأشخاص المعوقين لتكريسه، إلى أن تم إصدار قانون خاص بالمعوقين
وخلال فترة عمله في هذا المجال، فاز الأردن بجائزة روزفلت الدولية للإعاقة في عام 2005، كما حصلت المنتخبات الوطنية الأردنية للأشخاص ذوي الاحتياجات الخاصة على العديد من الميداليات والألقاب العربية والإقليمية والدولية، واعتلى رياضيو الأردن من الأشخاص ذوي الإعاقة منصات التتويج في دورات الألعاب البارالمبية.
اسندت له العديد من المناصب فتولى رئاسة اللجنة الملكية لإعمار مقامات أضرحة الصحابة وكان رئيس لجمعية أصدقاء البتراء كما يتولى رئاسة العديد من الجمعيات الخيرية بينها جمعية أصدقاء بنك العيون الأردني والوقاية من فقدان البصر، والجمعية الأردنية لتشجيع التبرع بالأعضاء وجمعية الصداقة للمكفوفين، ونائب رئيس المركز الأميركي للأبحاث الشرقية، ورئيس منظمة الأولمبياد الخاص الأردني، ورئيس جمعية أهالي وأصدقاء المعوقين، وعضو مجلس إدارة المجلس العربي للطفولة، وعضو مجلس إدارة الصندوق الدولي لرياضات المعقوقين، ورئيس الجمعية الطبية الأردنية السويدية.

## حياته الخاصة
والده هو الأمير زيد بن الحسين ووالدته الأميرة فخر النساء زيد من أصول تركية. ورث عقب وفاة والده في 18 تشرين الأول 1970 زعامة الأسرة الملكية في العراق وسوريا.
في عام 1963 تزوج من السويدية مارغريتا أنغا إليزابيث ليند، والتي أصبحت تعرف بالأميرة ماجدة رعد ولهما خمسة أبناء:
- الأمير زيد بن رعد ( 26 كانون الثاني 1964-).
- الأمير مرعد بن رعد (11 كانون الثاني 1965-).
- الأمير فراس بن رعد (12 تشرين الأول 1969-).
- الأمير فيصل بن رعد (6 آذار 1975-) متزوج من لارا السختيان والتي أصبحت تعرف بالأميرة لارا فيصل ولهما من الأبناء: الأميرة حنان بنت فيصل (3 أيلول 2006) والأميرة مريم بنت فيصل (25 تموز 2008).
- الأميرة فخر النساء بنت رعد (11 يناير 1981 -).

## روابط خارجية
- رعد بن زيد على موقع أوليمبيديا (الإنجليزية)